# Gaku Sugamoto
Gaku Sugamoto (japanisch 菅本 岳 Sugamoto Gaku; * 10. September 1994 in Kawasaki) ist ein japanischer Fußballspieler.

## Karriere
Sugamoto erlernte das Fußballspielen in der Jugendmannschaft des Inukura SC, in den Schulmannschaften der Kawasaki Inukura Jr High School und der Toko Gakuen High School sowie in der Universitätsmannschaft der Rikkyō-Universität. Seinen ersten Vertrag unterschrieb er 2017 bei Grulla Morioka (heute: Iwate Grulla Morioka). Der Verein spielte in der dritthöchsten Liga des Landes, der J3 League. Für den Verein absolvierte er 69 Ligaspiele. 2020 wechselte er nach Matsue zum Viertligisten Matsue City FC.